# Городищенская волость (Славяносербский уезд)
Городи́щенская во́лость — административно-территориальная единица Славяносербского уезда Екатеринославской губернии.
По состоянию на 1886 год состояла из 2 поселений, 2 сельских общин. Население — 7790 лиц (3782 мужского пола и 4008 — женского), 1044 дворовых хозяйства.
|                        | Площадь, десятин | В том числе пахотной, дес. |
| ---------------------- | ---------------- | -------------------------- |
| Сельских общин         | 21517            | 7630                       |
| Казенной собственности | 30               | 30                         |
| Другой собственности   | 208              | 63                         |
| В целом                | 21755            | 7723                       |

Поселение волости:
- Городище — собственническое село при реке Белой в 50 вёрстах от уездного города, 4 175 человек, 581 двор, 2 часовни, 7 торговых лавок, базары по воскресеньям, за 4 версты — железнодорожная станция Городище.
- Фащевка — собственническое село при реке Фащевка, 3 513 лиц, 463 двора, православная церковь, винный склад, 3 ярмарки в год.